# Campeonato Nacional de Fútbol de Cuba 1997
Il campionato cubano di calcio (Campeonato Nacional de Fútbol de Cuba) di Prima Divisione 1992 è la VI edizione del torneo col sistema a doppia finale e la 83ª totale.

## Classifica fase finale
|  | Pos. | Squadra             | Pt    |
|  | ---- | ------------------- | ----- |
|  | 1.   | Villa Clara         | 26    |
|  | 2.   | Pinar del Río       | 25    |
|  | 3.   | Ciudad de La Habana | 23    |
|  | 4.   | Santiago de Cuba    | 23    |
|  | 5.   | Holguín             | 9 (?) |
|  | 6.   | Camagüey            | 5 (?) |